# Doubravčice
Doubravčice (en allemand : Daubrawitz) est une commune du district de Kolín, dans la région de Bohême-Centrale, en République tchèque. Sa population s'élevait à 847 habitants en 2020.

## Géographie
Doubravčice se trouve à 8 km au sud-ouest de Český Brod, à 27 km à l'est-sud-est de Kolín et à 216 km au sud-est de Prague.
La commune est limitée par Masojedy, Hradešín, Mrzky, Vrátkov et Tuchoraz au nord, par Přehvozdí à l'est, par Kozojedy et Štíhlice au sud, et par Doubek à l'ouest.

## Histoire
La première mention écrite de la localité date de 1331.